# Футбольная ассоциация Доминики
Футбольная ассоциация Доминики (DFA) — национальная футбольная ассоциация Доминики, руководящий орган футбола на острове. Контролирует и направляет деятельность сборной Доминики по футболу, представляющую Доминику в международных футбольных матчах.
Проводит чемпионаты в Премьер-лиге (10 команд) и первом дивизионе (9 команд), в женской лиге участвуют 9 команд.
Футбольная ассоциация основана в 1970 году, с 1990 года — ассоциированный член КОНКАКАФ, с 1994 года — член КОНКАКАФ, в ФИФА с 1994 года.
Входит с состав конфедерации — КОНКАКАФ (Северная Америка).
Субконфедерация — подразделение, контролирующее развитие футбола в стране — Карибский футбольный союз (CFU)
Домашний стадион ассоциации — стадион Виндзор-парк (Windsor Park Stadium).
Код ФИФА — DMA.
- По рейтингу ФИФА занимает 184 (мужская сборная) (на 16 июля 2020)[1] и 139 (женская сборная) (на 29 марта 2019) место.

- Согласно мировому Рейтингу Эло занимает 186 (мужская сборная) (на 15 апреля 2019) место.
- Согласно Рейтингу Эло по Карибскому бассейну занимает 18 (мужская сборная) (на 15 апреля 2019) место.

Наивысший рейтинг ФИФА — 128 место (мужская сборная) (в ноябре 2010), наименьший рейтинг ФИФА — 198 место (мужская сборная) (в июле 2009).
Много лет деятельность ассоциации была связана с именем Патрика Джона, дважды премьер-министра Доминики (1974—1978 и 1978—1979), первого премьер-министра страны после провозглашения независимости от Великобритании в 1978 году.
В 1992 году он был избран президентом Футбольной ассоциации Доминики (DFA). Под его руководством DFA в 1994 году вошла в ФИФА. Занимал пост президента ассоциации до 2006 года, когда местное футбольное сообщество проголосовало за его отстранение от должности. В 2007 году его имя было внесено в Зал славы КОНКАКАФ. В мае 2008 года он был вновь переизбран президентом DFA. В ноябре 2011 года ФИФА запретила Джону заниматься спортом на два года и оштрафовала его на $3300 за участие в предполагаемой схеме взяточничества с участием кандидата в президенты ФИФА Мохамеда бин Хаммама.